# Stenocarpus moorei
Stenocarpus moorei är en tvåhjärtbladig växtart som beskrevs av F. Müll.. Stenocarpus moorei ingår i släktet Stenocarpus och familjen Proteaceae. Inga underarter finns listade i Catalogue of Life.